# Загоровський Василь Петрович
Васи́ль Петрович Загоро́вський гербу Корчак (р. н. невід.— †1577 / 29 вересня 1580, Крим) — зем'янин, урядник, культурно-освітній діяч, меценат представник українського роду Загоровських з Волині.

## Життєпис
Родовим гніздом Загоровських було нинішнє село Старий Загорів. Батько — Петро Загоровський.
У березні 1577 (1576) року з ополченням Волинської землі вступив у бій проти татар-нападників, після поразки у бою потрапив у татарську неволю. Перебуваючи у неволі, написав заповіт своїм синам (1577) «Духовноє завіщаніє» — цінну культурно-історичну пам'ятку, де виклав програму їхнього виховання та навчання. Згідно із заповітом по досягненні семилітнього віку опікуни мали віддати дітей у «руську науку» до дяка для навчання читання й письма церковнослов'янською мовою, арифметики та співу — у власному домі або ж у школі при Свято-Іллінській церкві у місті Володимир. Далі дітей мав навчати латинської мови освічений бакалавр, а після цього їх потрібно було віддати до Віленського єзуїтського колегіуму (пізніше Вільнюський університет). Ця програма навчання була розрахована на сім або десять років. Загоровський заповідав своїм дітям триматися батьківської православної віри, вірно служити своїй вітчизні — Речі Посполитій, жити за християнськими заповідями, шанувати в людях не зовнішню красу, багатство, силу, а християнські доброчесності. Він заповів чималі гроші для організації шпиталю у Володимирі, а також на переписування книг. Підтримував контакти з князем А. Курбським та його культурним гуртком. Призначив князя А.Курбського одним із опікунів своїх дітей. Загоровський належав до тієї частини української шляхти, яка міцно трималася православної культурної традиції. Помер у неволі.
Відомий також його твір «Слово єдиного старого карпаторуского бояра іменем Грозова».
Посади: брацлавський каштелян, черкаський староства.
Основна резиденція — у селі Суходоли (тепер Володимир-Волинський район).

### Сім'я, майнові конфлікти з дружинами та їх родичами
Дружини — княжни (по смерті чоловіка обидві підписувалися як «Василева Загоровська, каштелянова брацлавська»):
- княжна Маруша (Марина) Збаразька,[5] донька крем'янецького старости Миколи Збаразького, шлюб уклали в лютому 1566,[6] прожив з нею в шлюбі 2,5 року, вона покинула його вагітною, в домі батька народила доньку Ганну[1], яка по волі матері ніколи не бачила батька.[7]

В перешлюбній домовленості для першої дружини виділили як придане материнські маєтки. Спочатку з Марушею жили в злагоді, за звичаєм одне одного обдаровували записами маєтків, зокрема, Маруша 1/3 своїх подарувала, 2/3 надала в заставу за фіктивний борг. В червні 1567 тесть вніс «протестацію» на дії зятя до суду, за якою В. Загоровський, «не маючи власного доброго помешкання, примусив дружину зробити дарчі». Мачуха Маруші хотіла провідати пасербицю, але урядник Загоровського не пустив її на «двір» та не дозволив бачитись. Через кілька днів князь М. Збаразький з озброєною свитою приїхав та забрав доньку з собою, на що Загоровський заніс скаргу. На слуханні в гродському суді Володимира Маруша скаржилась, ніби від мужа «везеня, бою и зраненя приймовала и терпела, которого зраненя и тепер дей знаки в себе в голове мает». По смерті чоловіка володіла Іллінською церквою Володимира з її землями та підданими.
- Катерина Іванівна Чорторийська, донька князя Івана Федоровича; обряд вінчання в домі провів ігумен Пересопницького монастиря[9]; В. Загоровський наполіг в передшлюбній домовленості на виділенні для дружини приданого не меншого, ніж для її старшої сестри Олени — дружини Остафія Горностая.[10] Не любила чоловіка, чекала моменту його покинути.[11] У своєму творі «Духовноє завіщаніє» звинуватив її в нестатечності через те, що покинула малих дітей, позбавив її права повернутись до них аж до віку повноліття, виховання дітей та розпоряджатись маєтками доручив тітці Софії. Сини:
  - Василь,
  - Максим (помер до розгляду справи 1-7 листопада 1583[12])
  - Анна — перша дружина князя, руського воєводи Костянтина Вишневецького.

1574 року Загоровський скаржився в суді на тещу Ганну Чорторийську, що та забрала нею записані для зятя маєтки. У відповідь — скарга на розорення маєтків зятем — опікуном неповнолітнього сина. По смерті чоловіка володіла Суходоли.
По його смерті обидві колишні дружини стали жорсткими суперницями за право носити його прізвище. Ініціатор — княжна Збаразька, яка намагалася добитися визнання їх доньки Ганни єдиною спадкоємицею покійного батька, подала позов до духовного суду з вимогою визнати другий шлюб чоловіка недійсним. Вперше позов розглядав володимирський єпископ Феодосій (Лазовський) в лютому 1583, після апеляції княжни Чорторийської його розглядав Онисифір Дівочка, який відмовився від розгляду на підставі апостольських правил, за якими вирок мав винести єпископ Ф. Лазовський. Король велів останньому повторно розглянути справу, надавши в асистенти холмського єпископа Леонтія Пельчицького. Справу за участі найкращих волинських адвокатів розглядали 1-7 листопада 1583. Ф. Лазовський, як дитина свого часу, не застосував строгих канонічних вимог та визнав спадкоємцем сина княжни Чорторийської. Ображена кн. Збаразька апелювала до королівського суду, яким передоручив справу комісії у складі львівського архиєпископа РКЦ, львівського та холмського православних єпископів, які, певне, не вирішили справи остаточно, бо 1588 року кн. Збаразька позвала Ф. Лазовського до суду митрополита. Кінець справи в актах невідомий.